# Krwiotworzenie
Krwiotworzenie – proces wytwarzania krwi na który składa się:
- plazmopoeza - wytwarzanie osocza[1]
- hemopoeza[1] (hemocytopoeza[2]) - wytwarzanie elementów morfotycznych krwi
  - erytropoeza[1] (erytrocytopoeza[2])
  - trombopoeza[1] i megakariocytopoeza[2]
  - leukopoeza
    - granulopoeza[1] (granulocytopoeza[2])
    - limfopoeza[1] (limfocytopoeza[2])
    - monocytopoeza[2]